# Sylvia Flores
Sylvia Flores   (Dangriga, c. 1951 - 6 de desembre de 2022) és una política i educadora a Belize. Va ser la primera oradora de la Cambra de Representants i primera ministra en funcions de Belize.

## Biografia
Filla d'Evelyn Avila i Santos Flores, va néixer a Dangriga i va ser criada pel seu padrastre Bernard Rhys. Va ensenyar espanyol a l'institut de Dangriga. Va obtenir una llicenciatura en economia i ciències polítiques al Hunter College de la ciutat de Nova York. Va tornar a Belize i, el 1983, va ser nomenada jutgessa de pau. El 1988, Flores es va convertir en la primera dona alcaldessa de Dangriga, amb dos mandats.

## Carrera
Va ser presidenta de la Cambra de Representants de 1998 a 2001, i presidenta del Senat de 2001 a 2003. El 2003, Flores va ser elegida representant de Dangriga; va ser nomenada ministra de Defensa i Gestió Nacional d'Emergències. L'any 2005 va ser nomenada ministra de Desenvolupament Humà i Dona. Després de retirar-se de la política, va tornar a la docència.
El 2013 va ser nomenada Dona de l'Any per l'Ambaixada dels Estats Units a Belize.